# Thomas Plater
Thomas Plater (ur. 9 maja 1769 w Annapolis, Maryland, zm. 1 maja 1830 w Poolesville, Maryland) – amerykański prawnik i polityk.
W latach 1801–1805 przez dwie kadencje Kongresu Stanów Zjednoczonych był przedstawicielem trzeciego okręgu wyborczego w stanie Maryland w Izbie Reprezentantów Stanów Zjednoczonych.